# Rektorát Univerzity v Novém Sadu

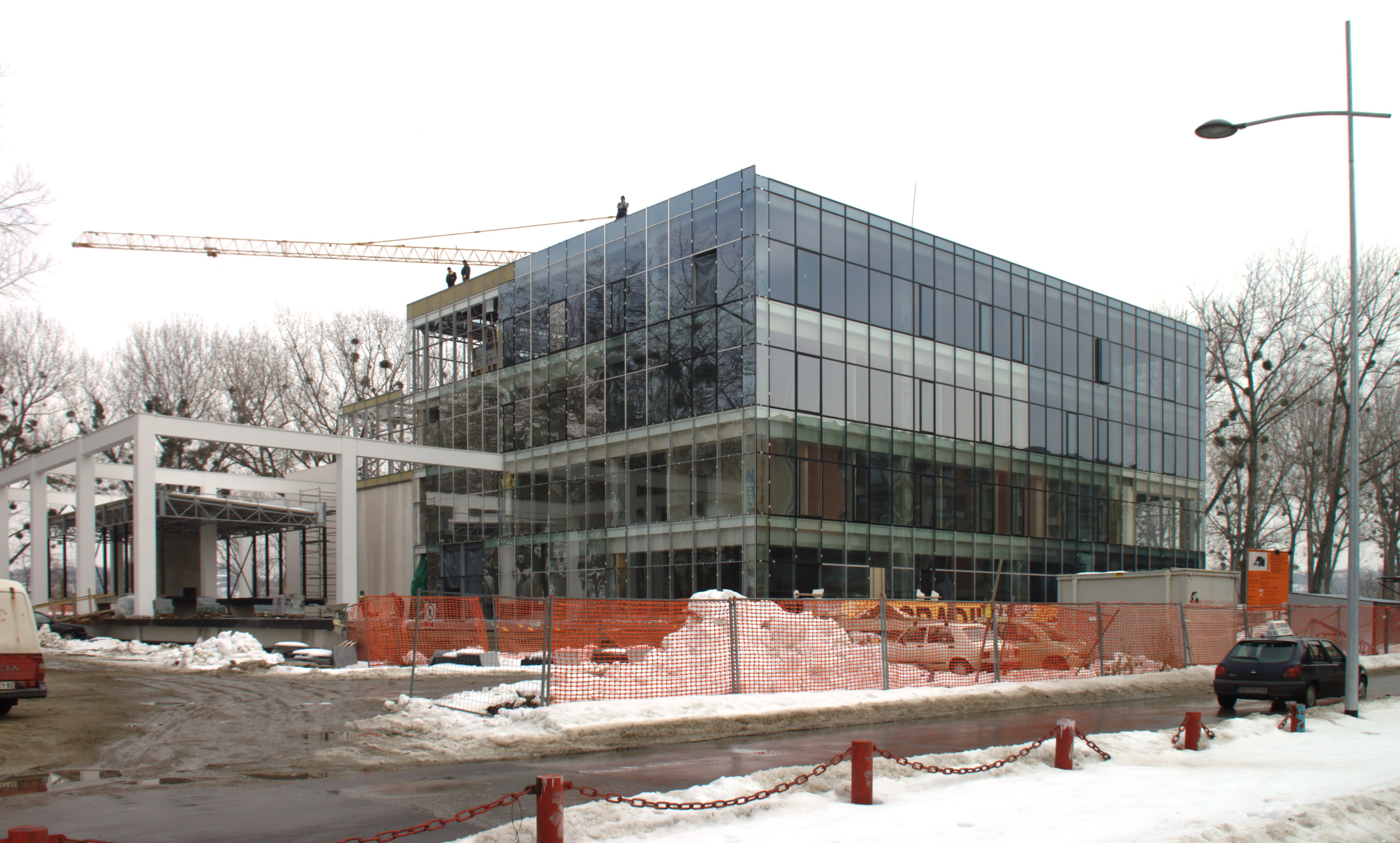
Výstavba objektu v roce 2011.

Rektorát Univerzity v Novém Sadu se nachází v univerzitním kampusu v místní části Liman, na adrese Zorana Đinđića 1. Kromě rektorátu se zde nachází knihovna, sály a prostory pro orgány autonomní oblast Vojvodina. Celkem třípatrová budova má k dispozici také suterén a kryt pro případ mimořádných událostí. 
Budova vznikla až po realizaci většiny staveb v univerzitním kampusu. Výstavba byla zahájena v roce 1995, ale vzhledem k turbulentním 90. letům 20. století na území Srbska, resp. tehdejší Svazové republiky Jugoslávie, byla přerušena. Dlouhou dobu se tak přímo vedle budovy Filozofické fakulty Univerzity v Novém Sadu nacházelo nedokončené torzo stavby s betonovými nosníky trčícími do otevřeného prostoru. Stavební práce byly obnoveny v letech 2011 až 2013. Postmoderní budova vznikla dle návrhu týmu architektů (Darko Reba, Igor Magaš a další). Stavební práce realizovaly společnosti Termoinženjering a Inter-kop. Fasáda budovy byla rozčleněna sítí různě orientovaných lamel v černé barvě.
Celkové náklady na výstavbu budovy dosáhly 8,5 milionů eur, z toho značnou část zaplatila vláda autonomní oblasti Vojvodina. Dalším investorem bylo také srbské ministerstvo školství.